# Saint-Nicolas-du-Tertre
Saint-Nicolas-du-Tertre (tiếng Breton: Sant-Nikolaz-ar-Roz) là một xã ở tỉnh Morbihan trong vùng Bretagne tây bắc Pháp. Xã này có diện tích 12,92 km², dân số năm 1999 là 454 người. Khu vực này có độ cao từ 22-107 mét trên mực nước biển.